# Golden Globe-galan 1998
Den 55:e upplagan av Golden Globe Awards, som belönade insatser i filmer och TV-produktioner från 1997, hölls den 18 januari 1998 från Beverly Hilton Hotel i Beverly Hills, Kalifornien. Minnesvärt från detta år var när Ving Rhames, efter att ha blivit belönad med Bästa manliga huvudroll i en miniserie eller TV-film, bad Jack Lemmon att komma upp på scenen och gav bort sitt pris till den äldre skådespelaren.

## Vinnare och nominerade
Vinnarna listas i fetstil.

### Filmer
| Bästa film – drama | Bästa film – musikal eller komedi |
| --- | --- |
| - Titanic - Amistad - Boxaren - L.A. konfidentiellt - Will Hunting | - Livet från den ljusa sidan - Allt eller inget - Men in Black - Min bäste väns bröllop - Wag the Dog |
| Bästa manliga huvudroll – drama | Bästa kvinnliga huvudroll – drama |
| - Peter Fonda – Ulee's Gold - Matt Damon – Will Hunting - Daniel Day-Lewis – Boxaren - Leonardo DiCaprio – Titanic - Djimon Hounsou – Amistad                                                                | - Judi Dench – Hennes Majestät Mrs. Brown - Helena Bonham Carter – Duvans vingslag - Jodie Foster – Kontakt - Jessica Lange – Tusen tunnland - Kate Winslet – Titanic |
| Bästa manliga huvudroll – musikal eller komedi | Bästa kvinnliga huvudroll – musikal eller komedi |
| - Jack Nicholson – Livet från den ljusa sidan - Jim Carrey – Liar Liar - Dustin Hoffman – Wag the Dog - Samuel L. Jackson – Jackie Brown - Kevin Kline – Ute eller inte                                      | - Helen Hunt – Livet från den ljusa sidan - Joey Lauren Adams – Chasing Amy - Pam Grier – Jackie Brown - Jennifer Lopez – Selena - Julia Roberts – Min bäste väns bröllop |
| Bästa manliga biroll | Bästa kvinnliga biroll |
| - Burt Reynolds – Boogie Nights - Rupert Everett – Min bäste väns bröllop - Anthony Hopkins – Amistad - Greg Kinnear – Livet från den ljusa sidan - Jon Voight – Regnmakaren - Robin Williams – Will Hunting | - Kim Basinger – L.A. konfidentiellt - Joan Cusack – Ute eller inte - Julianne Moore – Boogie Nights - Gloria Stuart – Titanic - Sigourney Weaver – The Ice Storm |
| Bästa regi | Bästa manus |
| - James Cameron – Titanic - James L. Brooks – Livet från den ljusa sidan - Curtis Hanson – L.A. konfidentiellt - Jim Sheridan – Boxaren - Steven Spielberg – Amistad                                         | - Will Hunting – Ben Affleck och Matt Damon - L.A. konfidentiellt – Curtis Hanson och Brian Helgeland - Livet från den ljusa sidan – Mark Andrus och James L. Brooks - Titanic – James Cameron - Wag the Dog – Hilary Henkin och David Mamet |
| Bästa filmmusik | Bästa sång |
| - Titanic – James Horner - Gattaca – Michael Nyman - Kundun – Philip Glass - L.A. konfidentiellt – Jerry Goldsmith - Sju år i Tibet – John Williams                                                          | - "My Heart Will Go On" från Titanic − James Horner och Will Jennings - "Go the Distance" från Herkules − Alan Menken och David Zippel - "Journey to the Past" från Anastasia − Stephen Flaherty och Lynn Ahrens - "Once Upon a December" från Anastasia − Stephen Flaherty och Lynn Ahrens - "Tomorrow Never Dies" från Tomorrow Never Dies − Sheryl Crow och Mitchell Froom |
| Bästa icke-engelskspråkiga film | |
| - Mitt liv i rosa (Belgien) - Artemisia (Frankrike) - The Best Man (Italien) - Lea (Tyskland) - Ryska tjuven (Ryssland)                                                                                      | |

### Television
| Bästa TV-serie – drama | Bästa TV-serie – musikal eller komedi |
| --- | --- |
| - Arkiv X - Chicago Hope - Cityakuten - I lagens namn - På spaning i New York | - Ally McBeal - Frasier - Seinfeld - Spin City - Tredje klotet från solen - Vänner                                                                                             |
| Bästa manliga huvudroll i en TV-serie – drama | Bästa kvinnliga huvudroll i en TV-serie – drama |
| - Anthony Edwards – Cityakuten - Kevin Anderson – Nothing Sacred - George Clooney – Cityakuten - David Duchovny – Arkiv X - Lance Henriksen – Millennium                                    | - Christine Lahti – Chicago Hope - Gillian Anderson – Arkiv X - Kim Delaney – På spaning i New York - Roma Downey – Touched by an Angel - Julianna Margulies – Cityakuten      |
| Bästa manliga huvudroll i en TV-serie – musikal eller komedi | Bästa kvinnliga huvudroll i en TV-serie – musikal eller komedi |
| - Michael J. Fox – Spin City - Kelsey Grammer – Frasier - John Lithgow – Tredje klotet från solen - Paul Reiser – Galen i dig - Jerry Seinfeld – Seinfeld                                   | - Calista Flockhart – Ally McBeal - Kirstie Alley – Veronica - Ellen DeGeneres – Ellen - Jenna Elfman – Dharma & Greg - Helen Hunt – Galen i dig - Brooke Shields – Kära Susan |
| Bästa manliga huvudroll i en miniserie eller TV-film | Bästa kvinnliga huvudroll i en miniserie eller TV-film |
| - Ving Rhames – Don King - en amerikansk saga - Armand Assante – Odysséen - Jack Lemmon – 12 edsvurna män - Matthew Modine – What the Deaf Man Heard - Gary Sinise – George Wallace         | - Alfre Woodard – Miss Evers löfte - Ellen Barkin – Om kvinnor hade vingar - Jena Malone – Hope - Vanessa Redgrave – Bella Mafia - Meryl Streep – Rädda min son                |
| Bästa manliga biroll i en TV-serie, miniserie eller TV-film | Bästa kvinnliga biroll i en TV-serie, miniserie eller TV-film |
| - George C. Scott – 12 edsvurna män - Jason Alexander – Seinfeld - Michael Caine – Mandela och de Klerk - David Hyde Pierce – Frasier - Eriq La Salle – Cityakuten - Noah Wyle – Cityakuten | - Angelina Jolie – George Wallace - Joely Fisher – Ellen - Della Reese – Touched by an Angel - Gloria Reuben – Cityakuten - Mare Winningham – George Wallace                   |
| Bästa miniserie eller TV-film | |
| - George Wallace - 12 edsvurna män - Don King - en amerikansk saga - Miss Evers löfte - Odysséen                                                                                            | |

### Cecil B. DeMille Award
- Shirley MacLaine